# Biała i Strzała podbijają kosmos
Biała i Strzała podbijają kosmos (ros. Biełka i Striełka. Zwiozdnyje sobaki, ang. Space Dogs 3D) – rosyjski film animowany z 2010 roku w reżyserii Swiatosława Uszakowa i Inny Jewłannikowej. Inspirowany historią lotu kosmicznego Biełki i Striełki.

## Fabuła
Biała jest małym, ślicznym pieskiem. Pracuje w cyrku i jest jego gwiazdą. Nic dziwnego, że zachowuje się jak gwiazda i tak też jest traktowana. Przez jeden błąd na cyrkowym występie trafia na ulicę gdzie poznaje Strzałę, ulicznego kundla, bardzo otwartego, wyzwolonego i z dużym temperamentem oraz zabawnego szczurka Lenka, który posługując się swoim poczuciem humoru, stara się godzić oba psy, gdy dochodzi pomiędzy nimi do kłótni i bójek.
Nieoczekiwanie trójka przyjaciół trafia na trening dla kosmonautów, gdzie przechodzą karkołomne ćwiczenia. Ich trenerem zostaje ostry i stanowczy owczarek niemiecki, Kazbek. Podczas treningów Kazbek zakochuje się w Białej, której wydaje się, że właśnie mu podpadła.
Wreszcie udaje im się sięgnąć gwiazd i ruszają na podbój kosmosu. Podczas lotu orbitalnego spotyka ich wiele przygód i kłopotów, z którymi muszą sobie poradzić.
Gdy Biała i Strzała zaczynają sobie wzajemnie pomagać, okazuje się, że są w stanie znieść wszystkie trudy i przetrwać w każdej sytuacji.

## Wersja polska
Opracowanie wersji polskiej: Start International Polska

Reżyseria: Marek Robaczewski

Dialogi polskie: Bartosz Wierzbięta

Dźwięk i montaż: Janusz Tokarzewski

Kierownictwo produkcji: Dorota Nyczek

W wersji polskiej udział wzięli:
- Małgorzata Kożuchowska – Biała
- Agnieszka Dygant – Strzała
- Jarosław Boberek – Lenek
- Marcin Wójcik – Pchła #1
- Michał Wójcik – Pchła #2
- Tomasz Lis – John F. Kennedy
- Mirosław Zbrojewicz – Kazbek
- Artur Pontek – Papuga
- Tomasz Steciuk – Świnia
- Beata Jankowska-Tzimas – Saszka
- Miłogost Reczek – Doktor Mrał

W pozostałych rolach:
- Elżbieta Kopocińska
- Agnieszka Fajlhauer
- Olga Zaręba
- Dariusz Odija
- Wojciech Chorąży
- Cezary Kwieciński
- Robert Tondera
- Cezary Nowak
- Agnieszka Kunikowska